# Богданы (Брестский район)
Богданы́ (бел. Багданы) — деревня на юго-западе Брестского района Брестской области Белоруссии. Входит в состав Домачевского сельсовета.
Население — 21 человек (2023).

## География
Деревня расположена к югу от деревни Подлужье, вблизи границы с Польшей, от которой деревню отделяет река Западный Буг. До центра Бреста — 57 км на север.

## История
В XIX веке — присёлок Домачёвской волости Брестского уезда Гродненской губернии. В 1897 году — 11 дворов.
Согласно Рижскому мирному договору (1921) деревня вошла в состав межвоенной Польши, где принадлежала гмине Домачёво Брестского повета Полесского воеводства. В ней было 13 дворов.
С 1939 года в составе БССР.

## Население
- 2019 — 36 человек
- 2023 — 21 человек, 10 хозяйств[2]